# Api Claudi Rus (cònsol 268 aC)
Api Claudi Rus (llatí: Appius Claudius App. f. C. n. Russus) va ser el fill gran del cònsol Api Claudi Cec. Formava part de la gens Clàudia i va viure al segle iii aC.
Tot i que generalment és anomenat Rus, també va ser anomenat Cras, com el seu avi; ell va ser el darrer membre d'aquesta gens a usar aquest cognomen. Va ser cònsol romà l'any 268 aC.